# Wendel (Familienname)
Wendel ist ein deutscher Familienname. Im Brasilianischen kommt Wendel auch als Vorname vor.

## Namensträger
- Achim Wendel (* 1976), deutscher Regisseur und Drehbuchautor
- Adolf Wendel (1900–1958), deutscher Alttestamentler
- Alfred Wendel (* 1958), deutscher Musikwissenschaftler
- Aniya Wendel (* 2001), deutsche Kinderdarstellerin
- Anna Wendel (1909–2002), deutsche Arbeiterin und Widerstandskämpferin gegen den Nationalsozialismus
- Arnold Wendel (1817–1868), hessischer Bäcker, Mühlenbesitzer und liberaler Politiker
- Ben Wendel (* 1976), kanadischer Jazzmusiker
- Bruna Wendel-Plarre (1903–1939), deutsche Langstreckenschwimmerin
- Brunhild Wendel (1923–2009), deutsche Politikerin (SPD)
- Carl Wendel (1874–1951), deutscher Klassischer Philologe
- Charles de Wendel (1871–1931), Hüttenbesitzer und Mitglied des Deutschen Reichstags
- Christian Wendel (* 1980), deutscher Politiker (CDU), MdL Hessen
- Dieter Wendel (* 1965), deutscher Musiker
- Elisabeth Moltmann-Wendel (1926–2016), deutsche Theologin
- Ernestine Wendel (1790–1859), deutsche Malerin
- Ernst Wendel (1876–1938), deutscher Geiger, Dirigent und Generalmusikdirektor
- Eugen Wendel (1864–1942), deutscher Generalarzt
- François Ignace de Wendel (1741–1795), Industrieller aus der Familie de Wendel
- Friedrich Wendel (1886–1960), sozialdemokratischer Journalist und Autor
- Fritz Wendel (Schauspieler) (1904–1968), deutscher Schauspieler
- Fritz Wendel (Pilot) (Friedrich Wendel; 1915–1975), deutscher Pilot
- Georg Wendel (1880–nach 1930), deutscher philosophischer Schriftsteller
- Günter Wendel (1930–2021), deutscher Wissenschaftshistoriker und Parteifunktionär (SED)
- Hans Jürgen Wendel (* 1953), deutscher Philosoph
- Henri de Wendel (1844–1906), Industrieller und Mitglied des Deutschen Reichstags
- Hermann Wendel (1884–1936), deutscher Politiker, Historiker, Balkanforscher, Journalist und Schriftsteller
- Ingrid Richter-Wendel (* 1933), deutsche Schauspielerin
- Johannes Wendel (1811–1892), deutscher Pfarrer, MdL Kurhessen
- Johnathan Wendel (* 1981), US-amerikanischer E-Sportler
- Jonathan F. Wendel (* 1954), US-amerikanischer Botaniker
- Joseph Wendel (1901–1960), deutscher Erzbischof, Kardinal
- Julia Wendel (* 1992), deutsche Radiomoderatorin
- Karl Wendel (Maler) (1878–1943), deutscher Maler
- Karl Wendel (1912–1999), deutscher Gastronom
- Klara Wendel (1804–1884), Schweizer Heimatlose und „Räuberkönigin“
- Kurt Wendel (1908–2003), Ingenieur, Unternehmer, Schiffbauexperte
- Lara Wendel (* 1965), US-amerikanische Schauspielerin
- Lina Wendel (* 1965), deutsche Schauspielerin
- Mattias Wendel (* 1978), deutscher Rechtswissenschaftler
- Nico Wendel (* 1984), deutscher DJ und Musikproduzent, siehe Gestört aber geil
- Ole Christian Wendel (* 1992), norwegischer Nordischer Kombinierer
- Otto Wendel (1869–1951), deutscher Arzt in Madrid
- Pablo Wendel (* 1980), deutscher Künstler
- Paul Wendel (1894–1940), deutscher Künstler, siehe Paul O’Montis
- Reinhold Wendel (1910–1945), deutscher Radrennfahrer
- Richard Wendel (1894–1971), deutscher Landespolitiker in Groß-Hessen (CDU)
- Rudi Wendel (1911–2006), deutscher Unternehmer
- Samuel Wendel (* 1996), österreichischer Handballspieler
- Saskia Wendel (* 1964), deutsche Theologin
- Siegfried Wendel (1935–2016), deutscher Musikinstrumentensammler und Museumsbetreiber
- Simone Wendel (* 1974), deutsche Dokumentarfilmerin, Regisseurin, Filmproduzentin und Art Directorin
- Susan Spencer-Wendel († 2014), US-amerikanische Journalistin und Buchautorin
- Tim Wendel (* 1989), deutscher Fußballspieler
- Walther Wendel (1872–1941), deutscher Chirurg